# Vor dem Amt 3, 5, 7–9

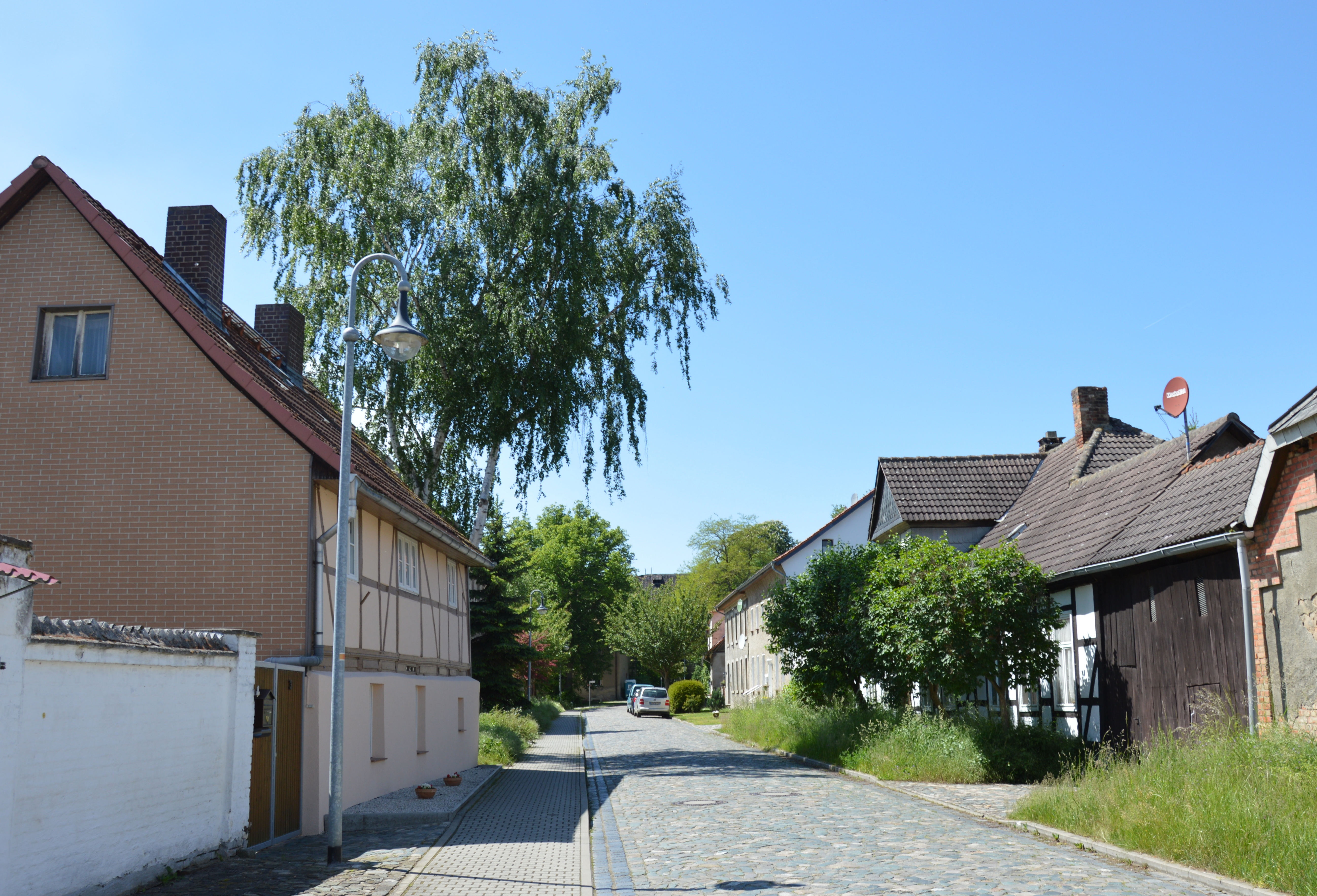
Vor dem Amt, Blick von Osten

Vor dem Amt 3, 5, 7–9 ist die im Denkmalverzeichnis für Hötensleben eingetragene Bezeichnung für einen denkmalgeschützten Straßenzug in Hötensleben in Sachsen-Anhalt.

## Lage
Der Straßenzug befindet sich im südwestlichen Teil von Hötensleben, östlich der Burg Hötensleben.

## Geschichte und Architektur
Entlang des in Ost-West-Richtung verlaufenden Straßenzuges sind traufständig stehenden ein- bzw. zweigeschossige Wohnhäuser angeordnet. Die Gebäude sind überwiegend in Fachwerkbauweise errichtet. Als erhaltenswert wurde Anfang des 21. Jahrhunderts auch das Straßenpflaster eingeschätzt, der Straßenbelag wurde dann wohl in den 2010er Jahren erneuert, jedoch wieder als Pflaster ausgeführt.
Im Denkmalverzeichnis ist die Straßenzeile unter der Erfassungsnummer 094 56136 als Denkmalbereich verzeichnet.